# 극락조자리 델타
극락조자리 델타(δ Aps)는 남반구 하늘 극락조자리 방향에 있는 이중성이다. ‘델타’는 바이어 명명법에 따라 밝기 순으로 붙은 이름이다.
이 별은 맨눈으로 볼 때는 하나의 별처럼 보이나, 실제로는 두 개의 별로 이루어진 이중성이다. 둘 중 밝은 쪽인 극락조자리 델타1은 분광형 M의 적색 거성이며 겉보기 등급은 +4.68이다. 델타1은 불규칙 변광성으로 밝기가 +4.66에서 +4.87까지 변한다. 쌍성 중 어두운 쪽인 극락조자리 델타2는 델타1로부터 각거리로 약 102.9초각 떨어져 있다. 델타2의 분광형은 K형 거성이며 겉보기 등급은 +5.27이다.
히파르코스 자료에는 지구에서 극락조자리 델타1 까지의 거리가 약 760광년으로 나와 있으며 델타2와 지구 사이 거리는 약 610광년 정도이다. 두 별은 고유 운동을 공유한다.

## 이름
극락조자리는 남반구의 별자리로 동아시아 별자리에는 예전에 없던 존재였다. 중국어로 이 별자리를 ‘이작’(異雀, Yì Què)으로 해석했는데 이는 ‘이국적인 새’라는 의미이다. 이 이작에 속한 별들로 극락조자리 델타, 제타, 요타, 감마, 팔분의자리 델타, 베타, 에타, 알파, 엡실론이 있다. 베타별 자체를 부르는 명칭은 ‘이작륙’(異雀六, Yì Què liù)으로 ‘이작의 여섯 번째 별’이라는 뜻이다.